# Armando Pulido
Armando Pulido Izaguirre (Ciudad Victoria, 25 marzo 1989) è un ex calciatore messicano, di ruolo centrocampista.

## Biografia
È fratello maggiore di Alan Pulido, anch'egli calciatore professionista.

## Carriera
È cresciuto nelle giovanili del Tigres UANL, club con cui ha esordito nella massima serie messicana nel 2009.

## Statistiche

### Presenze e reti nei club
| Stagione                | Squadra                 | Campionato              | Campionato | Campionato | Coppe nazionali | Coppe nazionali | Coppe nazionali | Coppe continentali | Coppe continentali | Coppe continentali | Altre coppe | Altre coppe | Altre coppe | Totale | Totale |
| Stagione                | Squadra                 | Comp                    | Pres       | Reti       | Comp            | Pres            | Reti            | Comp               | Pres               | Reti               | Comp        | Pres        | Reti        | Pres   | Reti   |
| ----------------------- | ----------------------- | ----------------------- | ---------- | ---------- | --------------- | --------------- | --------------- | ------------------ | ------------------ | ------------------ | ----------- | ----------- | ----------- | ------ | ------ |
| 2009-2010               | Tigres UANL             | PD                      | 11         | 0          | IL              | 1               | 0               | SL                 | 4                  | 3                  |             | -           | -           | 16     | 3      |
| lug.-dic. 2010          | Tigres UANL             | PD                      | 0          | 0          |                 | -               | -               |                    | -                  | -                  |             | -           | -           | 0      | 0      |
| Totale Tigres UANL      | Totale Tigres UANL      | Totale Tigres UANL      | 11         | 0          |                 | 1               | 0               |                    | 4                  | 3                  |             | -           | -           | 16     | 3      |
| gen.-mag. 2011          | Club Tijuana            | LdA                     | 14         | 2          |                 | -               | -               |                    | -                  | -                  |             | -           | -           | 14     | 2      |
| 2011-2012               | Club Tijuana            | PD                      | 9          | 0          |                 | -               | -               |                    | -                  | -                  |             | -           | -           | 9      | 0      |
| Totale Club Tijuana     | Totale Club Tijuana     | Totale Club Tijuana     | 23         | 2          |                 | -               | -               |                    | -                  | -                  |             | -           | -           | 23     | 2      |
| lug.-dic. 2012          | Querétaro               | LMX                     | 11         | 0          | CM              | 4               | 1               |                    | -                  | -                  |             | -           | -           | 15     | 1      |
| gen.-mag. 2013          | Correcaminos UAT        | AMX                     | 12         | 2          | CM              | 5               | 0               |                    | -                  | -                  |             | -           | -           | 17     | 2      |
| 2013-2014               | Correcaminos UAT        | AMX                     | 12         | 0          | CM              | 8               | 0               |                    | -                  | -                  |             | -           | -           | 20     | 0      |
| Totale Correcaminos UAT | Totale Correcaminos UAT | Totale Correcaminos UAT | 24         | 2          |                 | 13              | 0               |                    | -                  | -                  |             | -           | -           | 37     | 2      |
| ago.-dic. 2015          | Kissamikos              | FL                      | 0          | 0          |                 | -               | -               |                    | -                  | -                  |             | -           | -           | 0      | 0      |
| 2016-2017               | Correcaminos UAT        | AMX                     | 16         | 2          | CM              | 4               | 0               |                    | -                  | -                  |             | -           | -           | 20     | 2      |
| 2017-2018               | Correcaminos UAT        | AMX                     | 15         | 0          | CM              | 4               | 0               |                    | -                  | -                  |             | -           | -           | 19     | 0      |
| 2018-2019               | Correcaminos UAT        | AMX                     | 8          | 0          |                 | -               | -               |                    | -                  | -                  |             | -           | -           | 8      | 0      |
| Totale Correcaminos UAT | Totale Correcaminos UAT | Totale Correcaminos UAT | 39         | 2          |                 | 8               | 0               |                    | -                  | -                  |             | -           | -           | 47     | 2      |
| Totale carriera         | Totale carriera         | Totale carriera         | 108        | 6          |                 | 26              | 1               |                    | 4                  | 3                  |             | -           | -           | 138    | 10     |

## Palmarès

### Club

#### Competizioni internazionali
- SuperLiga nordamericana: 1

Tigres UANL: 2009

### Individuale
- Capocannoniere della SuperLiga nordamericana: 1

2009 (3 reti)